# Visigarda
Visigarda o Wisigarda (... – 542 circa) è stata una principessa longobarda che fu regina dei Franchi Sali d'Austrasia nel VI secolo, quale moglie del merovingio Teodeberto I.

## Origini
Era la figlia primogenita del re dei Longobardi Vacone e della sua seconda moglie, Austrigusa, figlia del re dei Gepidi.

## Biografia
L'Origo gentis Langobardorum e Paolo Diacono citano Visigarda e la sorella secondogenita, Valdrada, quali figlie di Vacone e Austrigusa e precisano che Visigarda ebbe come marito il re dei Franchi Teodeberto I.
Secondo Gregorio di Tours, dopo la conquista della Turingia, verso il 533, il re dei Franchi Sali della dinastia merovingia, Teodorico I, fidanzò suo figlio Teodeberto con la principessa longobarda. Il matrimonio però non fu celebrato perché poco dopo, durante una campagna contro i Visigoti della Settimania, Teodeberto si invaghì di una donna gallo-romana vedova di un notabile della zona di Béziers, Deoteria, che divenne la sua amante e che, non appena suo padre morì, sposò. La scelta scandalizzò i Franchi e verso il 540, dopo che erano passati sette anni dal fidanzamento con Visigarda, Teodeberto I ripudiò Deoteria, con la quale nel frattempo aveva generato l'erede Teodebaldo, e sposò Visigarda, che divenne così la nuova regina dei Franchi d'Austrasia; poco tempo dopo, Visigarda morì, ma Deoteria non fu più ripresa come moglie da Teodebaldo I, che sposò una donna di cui non si conosce il nome.
Il legame dinastico con i Longobardi fu invece rinnovato con il matrimonio celebrato tra Teodebaldo e la sorella minore di Visigarda, Valderada.

### Fonti primarie
- (LA)  Gregorio di Tours, Historia Francorum Testo disponibile su Wikisource.
- (LA)  Origo gentis Langobardorum, in  Georg Waitz (a cura di), Monumenta Germaniae Historica, Hannover, 1878,  Scriptores rerum Langobardicarum et Italicarum saec. VI–IX, 1–6. Trad. it in  Claudio Azzara; Stefano Gasparri (a cura di), Le leggi dei Longobardi. Storia, memoria e diritto di un popolo germanico, Roma, Viella, 2005,  pp. 2-7, ISBN 88-8334-099-X. Testo disponibile su Wikisource.
- (LA)  Paolo Diacono, Historia Langobardorum, in  Georg Waitz (a cura di), Monumenta Germaniae Historica, Hannover, 1878,  Scriptores rerum Langobardicarum et Italicarum saec. VI–IX, 12–219. Trad. it:  Paolo Diacono, Storia dei Longobardi, a cura di Lidia Capo, Milano, Lorenzo Valla/Mondadori, 1992, ISBN 88-04-33010-4. Testo disponibile su Wikisource.

### Letteratura storiografica
- Lidia Capo, Commento, in Paolo Diacono, Storia dei Longobardi, Milano, Lorenzo Valla/Mondadori, 1992, ISBN 88-04-33010-4.
- Christian Pfister, La Gallia sotto i Franchi merovingi. Vicende storiche, in Storia del mondo medievale, Cambridge, Cambridge University Press, 1999,  pp. 688-711.